# WASP-44
WASP-44 — звезда, которая находится в созвездии Кита на расстоянии приблизительно 1125 световых лет от нас. Вокруг звезды обращается, как минимум, одна планета.

## Характеристики
WASP-44 относится к тому же классу звёзд, что и наше Солнце: это жёлтый карлик главной последовательности, имеющий массу и радиус, равные 95 % и 90 % солнечных соответственно. Однако данная звезда значительно моложе нашего дневного светила: по оценкам учёных, её возраст составляет приблизительно 900 миллионов лет. Температура поверхности звезды составляет около 5400 кельвинов.

## Планетная система
В 2011 году группой астрономов, работающих в рамках программы SuperWASP, было объявлено об открытии планеты WASP-44 b в системе. Она принадлежит к классу горячих юпитеров — газовых гигантов, обращающихся очень близко к родительской звезде. Открытие планеты было совершено транзитным методом.